# Federazione di hockey su ghiaccio della Cina
La Federazione cinese di hockey su ghiaccio (中国冰球协会S, Zhōngguó Bīngqiú XiéhuìP, KHP) è un'organizzazione fondata nel 1951 per governare la pratica dell'hockey su ghiaccio in Cina.
Ha aderito all'International Ice Hockey Federation il 25 luglio 1963.